# Ом Кі Джун
У цьому корейському імені прізвище (Ом) стоїть перед особовим ім'ям.
Ом Кі Джун (кор. 엄기준, нар. 23 березня 1976, Сеул, Південна Корея) — південнокорейський актор.

## Кар'єра
Ом Кі Джун народився 23 березня 1976 року в столиці Республіки Корея. Свою акторську кар'єру він розпочав у 1995 з ролі у п'єсі «Річард III», пізніше Кі Джун став більш відомий як актор мюзиклів, зігравши у таких виставах як «Ті, що співають під дощем», «Страждання молодого Вертера», «Бріолін», «Три Мушкетери», «Джек-Різник», «Граф Монте-Крісто», «Злови мене, якщо зможеш», та багатьох інших. Також він зіграв роль у п'єсі «Ближче» Патріка Марбера.
Більш відомим в ширших колах він став після того, як почав грати другорядні ролі у телевізійних серіалах. Таких як «Спеціальний відділ розслідування страхових подій», «Світ, в якому вони живуть», «Герой», «Одержимі мрією», «Аромат жінки» та «Фантом». Першою головною роллю на телебаченні стала роль у серіалі «Хороша робота, хороша робота».
Першою роллю у кіно для Ома стала роль лиходія в фільмі «Людина вендети», що протистоїть Кім Мьон Міну. Після цього він гарає роль Лі Кі Чхоля, детектива, який розслідує серійні вбивства у фільмі жахів «Убивча мультиплікація».
Наприкінці 2018 року Кі Джун зіграв одну з головних ролей у медичній драмі «Серцеві хірурги».

## Фільмографія

### Телевізійні серіали
| Рік       | Назва                                              | Роль                                              | Канал         |
| --------- | -------------------------------------------------- | ------------------------------------------------- | ------------- |
| 2006      | «Хто кохає її?» (міська драма)                     | Парк Чхоль Хо                                     | KBS2          |
| 2007      | «Смерть з амнезією» (міська драма)                 | Дон Вук                                           | KBS2          |
| 2007      | «Кімчі. Сир. Посмішка»                             | Ом Кі Джун                                        | MBC           |
| 2008      | «Таємниця, яку не знаєш тільки ти» (міська драма)  | Парк Хьон Чу                                      | KBS2          |
| 2008      | «Спеціальний відділ розслідування страхових подій» | Парк Чхан Хо                                      | MBC           |
| 2008      | «Світ, в якому вони живуть»                        | Сон Кьо Хо                                        | KBS2          |
| 2009      | «Хороша робота, хороша робота»                     | Чхве Син Хьон                                     | MBC           |
| 2009      | «Герой»                                            | Кан Хє Сон                                        | MBC           |
| 2010      | «Одержимі мрією»                                   | Кан О Хьок                                        | KBS2          |
| 2011      | «Міс Ріплі»                                        | Прокурор (камео, серія 14)                        | MBC           |
| 2011      | «Аромат жінки»                                     | Чхе Ин Сок                                        | SBS           |
| 2011      | «Не можу втратити»                                 | Чха Сок Хун (гість, серії 14-17)                  | MBC           |
| 2012      | «Фантом»                                           | Чо Хьон Мін                                       | SBS           |
| 2013      | «Вірус»                                            | Лі Мьон Хьон                                      | OCN           |
| 2013      | «Я можу почути твій голос»                         | Громадський захисник Ом Кі Джун (камео, серія 14) | SBS           |
| 2014      | «Золотий Хрест»                                    | Міхаель Джан                                      | KBS2          |
| 2015      | «Людина в масці»                                   | Кан Хьон Вун                                      | KBS2          |
| 2016      | «Вчитель з нічних кошмарів»                        | Хан Бон Ку                                        | Naver TV Cast |
| 2017      | «Невинний підсудний»                               | Чха Сон Хо/ Чха Мін Хо                            | SBS           |
| 2017-2018 | «Я — не робот»                                     | Хон Бек Кюн                                       | MBC           |
| 2018      | «Серцеві хірурги»                                  | Чхве Сок Хан                                      | SBS           |
| 2020-2021 | Пентхаус                                           | Чу Тан Тхе                                        | SBS           |
| 2021      | Пентхаус 2                                         | Чу Тан Тхе                                        | SBS           |
| 2022      | «Падаюча зірка»                                    | Юн Чан Сок (камео, 13 серія)                      | tvN           |
| 2022      | «Маленька жінка»                                   | Пак Че Сан                                        | tvN           |
| 2023      | «Втеча сімох»                                      | Матью Лі                                          | SBS           |

### Фільми
| Рік  | Назва                   | Роль                   |
| ---- | ----------------------- | ---------------------- |
| 2010 | «Людина вендети»        | Чхве Пьон Чхоль        |
| 2010 | «Лиходій та вдова»      | Представник Ха (камео) |
| 2010 | «Знайти містера Долю»   | Кім Джон Вук (камео)   |
| 2013 | «Убивча мультиплікація» | Лі Кі Чхоль            |

### Музичні відеокліпи
| Рік  | Назва пісні             | Виконавець |
| ---- | ----------------------- | ---------- |
| 2007 | «Goodbye, 20 Years Old» | Toy        |
| 2007 | «Three People»          | Лі Кі Чхан |
| 2015 | «April Snow»            | Хо Как     |

## Театр
| Рік       | Назва                                               | Роль                    |
| --------- | --------------------------------------------------- | ----------------------- |
| 1995      | «Річард III»                                        |                         |
| 1996      | «Олівер!»                                           |                         |
| 1998      | «Квангетхо Великий»                                 |                         |
| 1999      | «Tripitaka Koreana»                                 |                         |
| 1999      | «Джан Бого, Морський бог»                           |                         |
| 2000      | «О! Щасливий день»                                  |                         |
| 2001      | «Ті, що співають під дощем»                         | Дон Локвуд              |
| 2002      | «Страждання молодого Вертера»                       | Вертер                  |
| 2002      | «Ночі Сонгшан»                                      | Кім Хьон                |
| 2002      | «Кармен»                                            | Ескамільо               |
| 2003      | «Бріолін»                                           | Денні Зуко              |
| 2003-2004 | «Страждання молодого Вертера»                       | Вертер                  |
| 2004      | «Men's Impulses»                                    | Ю-джон                  |
| 2004      | «Ті, що співають під дощем»                         | Дон Локвуд              |
| 2004      | «Історія кохання Анакджі»                           |                         |
| 2005      | «Асасини»                                           | Джон Бут                |
| 2005      | «Бріолін»                                           | Денні Зуко              |
| 2005-2006 | «Гедвіг та зловісний дюйм»                          | Гедвіг                  |
| 2005      | «Щоденник кохання»                                  |                         |
| 2006-2007 | «Ті, що співають під дощем»                         | Дон Хьон                |
| 2006      | «Страждання молодого Вертера»                       | Вертер                  |
| 2006      | «Le Passe-Muraille»                                 | Dusoleil                |
| 2006      | «Пошуки Кім Джон Вука»                              | Людина/Кім Джон Вук     |
| 2006      | «Бріолін»                                           | Денні Зуко              |
| 2006      | «Пристрасть дощу»                                   |                         |
| 2007      | «День»                                              | Хан Мін Хо              |
| 2007      | Концерт «Гедвіг» разом із Джоном Камероном Мітчелом |                         |
| 2007-2008 | «Скажений поцілунок»                                | Чан Чон                 |
| 2007-2008 | «Separated man and woman»                           | Кан Йон-о               |
| 2009      | «На дні»                                            | Сатін                   |
| 2009      | «Три Мушкетери»                                     | Д'Артаньян              |
| 2009-2010 | «Джек-Різник»                                       | Даніель                 |
| 2010      | «Граф Монте-Крісто»                                 | Едмонд Дантес           |
| 2010      | «Джек-Різник»                                       | Даніель                 |
| 2010      | «Ближче»                                            | Ден                     |
| 2010-2011 | «Три Мушкетери»                                     | Д'Артаньян              |
| 2011      | «Граф Монте-Крісто»                                 | Едмонд Дантес           |
| 2011      | «Джек-Різник»                                       | Даніель                 |
| 2011      | «Три Мушкетери»                                     | Д'Артаньян              |
| 2012      | «Злови мене, якщо зможеш»                           | Френк Абігнейл молодший |
| 2012      | «Джек-Різник»                                       | Даніель                 |
| 2012-2013 | «Злови мене, якщо зможеш»                           | Френк Абігнейл молодший |
| 2013      | «Три Мушкетери»                                     | Д'Артаньян              |
| 2013      | «Граф Монте-Крісто»                                 | Едмонд Дантес           |
| 2013      | «Джек-Різник»                                       | Даніель                 |
| 2013      | «Бонні та Клайд»                                    | Клайд Берроу            |
| 2013-2014 | «Страждання молодого Вертера»                       | Вертер                  |
| 2013-2014 | «Три Мушкетери»                                     | Д'Артаньян              |
| 2014      | «Бонні та Клайду»                                   | Клайд Берроу            |
| 2014-2015 | «Ребекка»                                           | Максим Де Вінтер        |
| 2015      | «Робін Гуд»                                         | Робін Гуд               |
| 2015      | «Попелюшка»                                         | Принц Кристофер         |
| 2015-2016 | «Вертер»                                            | Вертер                  |
| 2016      | «Ребекка»                                           | Максим Де Вінтер        |
| 2016      | «Мата Харі»                                         | Арманд                  |
| 2016      | «Джек-Різник»                                       | Даніель                 |
| 2016-2017 | «Граф Монте-Крісто»                                 | Едмонд Дантес           |
| 2017      | «Мата Харі»                                         | Арманд                  |
| 2017      | «Ребекка»                                           | Максим Де Вінтер        |
| 2018      | «Три Мушкетери»                                     | Д'Артаньян              |
| 2018-2019 | «Дні»                                               | Чха Чон Хак             |
| 2019      | «Джек-Різник»                                       | Даніель                 |
| 2019      | «Artus — Excalibur» (укр. Артур — Екскалібур)       | Ланселот                |
| 2019      | «Дракула»                                           | Дракула                 |
| 2020      | «Вертер»                                            | Вертер                  |
| 2020-2021 | «Граф Монте Крісто»                                 | Едмон Дантес            |

## Нагороди та номінації
| Рік  | Нагорода                                                  | Категорія                                                       | Номінований за роботою         | Результат | Прим.  |
| ---- | --------------------------------------------------------- | --------------------------------------------------------------- | ------------------------------ | --------- | ------ |
| 2007 | Премія розваг MBC                                         | Нагорода за майстерність (Актор у Ситкомі/Комедії)              | «Кімчі. Сир. Посмішка»         | Перемога  |        |
| 2008 | Премія KBS драма                                          | Найкращий другорядний актор                                     | «Світ, в якому вони живуть»    | Перемога  |        |
| 2009 | 45-та Премія мистецтв Пексан                              | Кращий новий актор телебачення                                  | «Світ, в якому вони живуть»    | Номінація |        |
| 2010 | 47-ма Премія Великий дзвін                                | Кращий новий актор                                              | «Людина вендети»               | Номінація |        |
| 2010 | 8-ма Корейська кінопремія                                 | Кращий новий актор                                              | «Людина вендети»               | Номінація |        |
| 2011 | 8-ма Премія Max Movie                                     | Кращий новий актор                                              | «Людина вендети»               | Номінація |        |
| 2011 | 47-ма Премія мистецтв Пексан                              | Кращий новий кіноактор                                          | «Людина вендети»               | Номінація |        |
| 2011 | 15-й Пучхонський міжнародний фестиваль фантастичного кіно | It Star Award                                                   | Невідомо                       | Перемога  | [ 17 ] |
| 2011 | 4-а Премія корейської драми                               | Найкращий другорядний актор                                     | Одержимі мрією, «Аромат жінки» | Номінація |        |
| 2011 | 19-та Премія SBS драма                                    | Нагорода за майстерність (актор драми, що виходить на вихідних) | «Аромат жінки»                 | Перемога  |        |
| 2012 | 20-та Премія SBS драма                                    | Нагорода за майстерність (актор спеціальної драми)              | «Фантом»                       | Номінація |        |
| 2017 | 25-та Премія SBS драма                                    | Персонаж року                                                   | «Невинний підсудний»           | Перемога  |        |
| 2018 | 26-та Премія SBS драма                                    | Нагорода від продюсерів актору                                  | «Кардіохірурги»                | Перемога  | [ 18 ] |
| 2020 | 28-ма Премія SBS драма                                    | Нагорода за майстерність (актор середньотривалої драми)         | Пентхаус                       | Перемога  | [ 19 ] |